# Secretario general de la Organización del Tratado del Atlántico Norte
El secretario general de la Organización del Tratado del Atlántico Norte (OTAN) es el presidente del Consejo del Atlántico Norte, el más alto representante de la dirección política de la OTAN.

## Secretarios generales
Desde la creación de la OTAN, los secretarios generales han sido:
|    | Nombre                                     | Foto | País         | Comienzo                | Final                   |
| -- | ------------------------------------------ | ---- | ------------ | ----------------------- | ----------------------- |
| 1  | Hastings Ismay (1887-1965)                 |      | Reino Unido  | 4 de abril de 1952      | 16 de mayo de 1957      |
| 2  | Paul-Henri Spaak (1899-1972)               |      | Bélgica      | 16 de mayo de 1957      | 21 de abril de 1961     |
| 3  | Dirk Stikker (1897-1979)                   |      | Países Bajos | 21 de abril de 1961     | 1 de agosto de 1964     |
| 4  | Manlio Brosio (1897-1980)                  |      | Italia       | 1 de agosto de 1964     | 1 de octubre de 1971    |
| 5  | Joseph Luns (1911-2002)                    |      | Países Bajos | 1 de octubre de 1971    | 25 de junio de 1984     |
| 6  | Peter Carington (1919-2018)                |      | Reino Unido  | 25 de junio de 1984     | 17 de julio de 1988     |
| 7  | Manfred Wörner (1934-1994)                 |      | Alemania     | 1 de julio de 1988      | 13 de agosto de 1994    |
| -  | Sergio Balanzino (Interino) (1934-2018)    |      | Italia       | 13 de agosto de 1994    | 17 de octubre de 1994   |
| 8  | Willy Claes (1938-)                        |      | Bélgica      | 17 de octubre de 1994   | 20 de octubre de 1995   |
| -  | Sergio Balanzino (Interino) (1934-2018)    |      | Italia       | 20 de octubre de 1995   | 5 de diciembre de 1995  |
| 9  | Javier Solana (1942-)                      |      | España       | 5 de diciembre de 1995  | 14 de octubre de 1999   |
| 10 | George Robertson (1946-)                   |      | Reino Unido  | 14 de octubre de 1999   | 17 de diciembre de 2003 |
| -  | Alessandro Minuto-Rizzo (Interino) (1940-) |      | Italia       | 17 de diciembre de 2003 | 1 de enero de 2004      |
| 11 | Jaap de Hoop Scheffer (1948-)              |      | Países Bajos | 1 de enero de 2004      | 1 de agosto de 2009     |
| 12 | Anders Fogh Rasmussen (1953-)              |      | Dinamarca    | 1 de agosto de 2009     | 1 de octubre de 2014    |
| 13 | Jens Stoltenberg (1959-)                   |      | Noruega      | 1 de octubre de 2014    | 1 de octubre de 2024    |
| 14 | Mark Rutte (1967-)                         |      | Países Bajos | 1 de octubre de 2024    | Titular                 |

## Vicesecretarios generales
El secretario general cuenta con el apoyo de un vicesecretario general, que asiste al secretario general y lo sustituye en su ausencia. El vicesecretario general también preside varios comités de alto nivel y grupos de trabajo.
Desde la creación de la OTAN, los vicesecretarios generales han sido:
|    | Nombre                   | País           | Comienzo | Final   |
| -- | ------------------------ | -------------- | -------- | ------- |
| 1  | Jonkheer van Vredenburch | Países Bajos   | 1952     | 1956    |
| 2  | Baron Adolph Bentinck    | Países Bajos   | 1956     | 1958    |
| 3  | Alberico Casardi         | Italia         | 1958     | 1962    |
| 4  | Guido Colonna di Paliano | Italia         | 1962     | 1964    |
| 5  | James A. Roberts         | Canadá         | 1964     | 1969    |
| 6  | Osman Olcay              | Turquía        | 1969     | 1971    |
| 7  | Paolo Pansa Cedronio     | Italia         | 1971     | 1978    |
| 8  | Rinaldo Petrignani       | Italia         | 1978     | 1981    |
| 9  | Eric da Rin              | Italia         | 1981     | 1985    |
| 10 | Marcello Guidi           | Italia         | 1985     | 1989    |
| 11 | Amedeo de Franchis       | Italia         | 1989     | 1994    |
| 12 | Sergio Balanzino         | Italia         | 1994     | 2001    |
| 13 | Alessandro Minuto Rizzo  | Italia         | 2001     | 2007    |
| 14 | Claudio Bisogniero       | Italia         | 2007     | 2012    |
| 15 | Alexander Vershbow       | Estados Unidos | 2012     | 2016    |
| 16 | Rose Gottemoeller        | Estados Unidos | 2016     | 2019    |
| 17 | Mircea Geoană            | Rumania        | 2019     | 2024    |
| -  | Boris Ruge               | Alemania       | 2024     | Titular |